# Општина Звориштеа (Сучава)
Звориштеа (рум. Zvoriştea) општина је у Румунији у округу Сучава.
Oпштина се налази на надморској висини од 345 m.